# St. Louis (Saskatchewan)
St. Louis es un pueblo canadiense situado en la provincia de Saskatchewan.

## Superficie
St. Louis tiene una superficie de 0,97 km².

## Demografía
En 2021, tenía 432 habitantes, una densidad poblacional de 445,3 hab./km², y 154 viviendas.